# M'doukel
M'doukel (in arabo أمدوكل‎?) è una città dell'Algeria facente parte del distretto di Barika, nella provincia di Batna.